# Sous
Sous és una antiga entitat de població de masies disperses del municipi altempordanès d'Albanyà, actualment deshabitada.

## Història
Sous tenia centre a l'església de Sant Llorenç de Sous, situada en un replà entre el cim de la muntanya del Mont i els cingles de Roca Pastora.
Les principals cases de pagès són el Soler, els Ferres i Puigbalí, a més de les restes de les Basses, el Bac, el Serrat les Perdius, les Trioles i la Guiola (a tramuntana), i al voltant de Sant Llorenç de Sous, les cases de Rocapastora, Corral de l'Abat, l'Hostatgeria, el Castellar, la Bora, Roca Rovira i Esparreguera (a migdia).
Antigament Sous era un terme independent que el 1846 va ser agregat a l'extingit municipi de Bassegoda, adscrit a la comarca de la Garrotxa, el qual tenia per capital Lliurona.
Amb el canvi d'adscripció municipal a Albanyà, el 1969, Sous va deixar de pertànyer a la comarca de la Garrotxa.